# Amadeu Fabregat
Pour les articles homonymes, voir Fabregat.
Amadeu Fabregat i Manyes, né en 1948 à Torreblanca, est un écrivain et journaliste valencien d'expression catalane.

## Biographie
Il dirige la rubrique littéraire de la revue Gorg, publiée entre 1969 et 1972,.
En 1973, il reçoit le prix Andròmina pour son roman expérimental Assaig d'aproximació a "falles folles fetes foc", consacré à la fête des fallas, qui le fait connaître au grand public,,.
Il dirige une anthologie de jeunes poètes valenciens (Carn fresca, 1974) qui révèle des auteurs comme Salvador Jàfer,,,. Il publie Partits polítics al País Valencià (1976 et 1977, 2 volumes) et Converses extraparlamentàries (1978),, qui traitent des formations politiques valenciennes au début de la période de la Transition démocratique.
En mars 1986, il écrit dans un dossier consacré au fallas de la revue de contre-culture Ajoblanco un article intitulé Arte fallero: La fallera mecánica, qui, en prenant pour base le court-métrage La fallera mecánica mettant en scène un travesti, critique durement l'instrumentalisation des fallas par le franquisme,,. Sous le pseudonyme de « La Peineta Rebelde », Fabregat y définissait ainsi la fête :
« Un carnaval de fuego, una invitación a la calle, una semana de desinhibición y desguace para los marginados, la gente de la huerta, los obreros portuarios, las mariquitas impenitentes, las putas sin arrepentimiento, las tías marías que harán un alto en el camino para oír el serial de las cuatro, las izquierdas que se aburren pensando lo aburrido que será mandar cuando ellas manden, los niños que no entienden los letreritos porque están en mozárabe. [...]. »
« Un carnaval de feu, une invitation à la rue, une semaine de désinhibition et de lâchage pour les marginaux, les gens de la huerta, les ouvriers portuaires, les pédés impénitents, les prostituées sans repentir, les tatas Marie qui feront halte en chemin pour écouter le feuilleton de quatre heures, les gauchistes qui s'ennuient en pensant à quel point ce sera ennuyeux de commander quand elles commenderont, les enfants qui ne comprennent pas les écriteaux parce qu'ils sont en mozarabe [...]. »
Le dossier et en particulier l'article de Fabregat suscitent un grand scandale auprès des secteurs du pouvoir franquiste et du régionalisme valencien conservateur. En réprésailles, Ajoblanco subit une dure répression de la part de l'appareil d'État : la revue est fermée pendant 4 mois, reçoit une forte amende et est ensuite soumise à un intense campagne d'hostilités de la part de la presse encore sous le contrôle de la dictature,,.
Il collabore de façon régulière à divers périodiques comme Avui, Las Provincias (avant son tournant anticatalaniste de 1978), Destino ou Serra d'Or,. Il dirige la revue Valencia Semanal et est l'un de ses principaux rédacteurs durant toute sa période de publication (1977-1980). La revue passe de bastion de la revendication de l'autonomie valencienne à porte-parole du PSPV-PSOE car le projet apparaît comme financièrement non viable,.
Il est directeur du programme Aitana de Televisión Española, première émission télévisée valencienne en catalan,.
Il est  directeur de la RTVV  (l'organisation en charge de l'audiovisuel de la Communauté valencienne) sur proposition du PSPV-PSOE, depuis sa création jusqu'en 1995,. Son travail à ce poste a fait l'objet de diverses controverses. Il est en 1990 au centre d'une forte polémique autour de la dénommée « liste Fabregat (ca) » (llistat Fabregat), une liste de 543 mots « interdits » à la télévision valencienne car jugés trop « catalans »,, ce qui l'éloigne des recommandations défendues par les universités et par le département (Conselleria) d'Éducation et le rapproche des revendications du régionalisme anticalaniste. Cette liste est accueillie « par la majorité du valencianisme comme un procès en épuration et un appauvrissement linguistique pernicieux pour le valencien ». En conséquence de sa participation à l'élaboration de cette liste, le chanteur populaire Lluís Fornés « el Sifoner » subit de fortes manifestations de rejet de la part du public qui le conduisent vite à mettre un terme à sa carrière,,. De façon générale, le travail de Fabregat au sein de RTVV fait l'objet de dures critiques, en raison de l'augmentation de la quantité de contenus en castillan, de la qualité des programmes jugée mauvaise et d'un modèle de langue diffusé, très castillanisé, qualifié de « populiste » et de « bas niveau »,.
Il est plus tard conseiller de l'équipe de direction de Radio Televisión Española, et du Conseil valencien de culture.

## Publications
- Assaig d'aproximació a falles folles fetes foc, 1974
- Carn fresca, 1974
- Partits polítics al País Valencià (deux tomes), 1976, Tres i Quatre
- Converses extraparlamentàries, 1978